# Lissochlora jocularia
Lissochlora jocularia là một loài bướm đêm trong họ Geometridae.